# المرأة المتزوجة (فلم هندي)
المرأة المتزوجة (Parineeta) هو فيلم موسيقي رومانسي هندي من إنتاج عام 2003، وهو مبني على الرواية البنغالية التي تحمل نفس الاسم لكاتبة سارات تشاندرا تشاتوبادهياي. الفيلم من إخراج براديب ساركار وأعد الرواية للسيناريو منتج الفيلم فيدو فينود تشوبرا. ويظهر في الفيلم النجوم فيديا بالان (أول فيلم لها في بوليوود) وسيف علي خان وسانجاي دوت في أدوار رئيسية، وتلعب رايما سين وديا ميرزا وريخا وديا ميرزا أدوارًا مساعدة.

## روابط خارجية
- الفيديو الترويجي الرسمي
- المرأة المتزوجة على موقع IMDb (الإنجليزية)
- المرأة المتزوجة على موقع روتن توميتوز (الإنجليزية)
- المرأة المتزوجة على موقع ألو سيني (الفرنسية)
- المرأة المتزوجة على موقع Turner Classic Movies (الإنجليزية)
- المرأة المتزوجة على موقع أول موفي (الإنجليزية)
- المرأة المتزوجة على موقع فيلمافينيتي (الإسبانية)
- المرأة المتزوجة على موقع قاعدة بيانات الفيلم (الإنجليزية)
- المرأة المتزوجة على موقع ليتربوكسد (الإنجليزية)
- المرأة المتزوجة على موقع كينوبويسك (الروسية)
- الفيلم على ريديف دوت كوم[الإنجليزية]
- Parineeta على بوليوود هانجاما